# Pokój w Pradze (1866)
Pokój w Pradze – traktat pokojowy zawarty 23 sierpnia 1866 w Pradze, kończący wojnę prusko-austriacką.
Po utracie Holsztynu i klęsce pod Sadową przegrana Cesarstwa Austrii była przesądzona, jednak Bismarckowi nie zależało na upokorzeniu Cesarstwa. Preliminaria pokojowe podpisano już 26 lipca 1866 na zamku książąt Dietrichstein w Nikolsburgu, a w niespełna miesiąc później (23 sierpnia), w Pradze, zawarto ostateczny traktat pokojowy. Na jego mocy pokonana Austria musiała zrzec się Holsztynu na rzecz Prus oraz Wenecji na rzecz Włoch. Prusom podporządkowano Hanower, Hesję Elektorską, Księstwo Nassau oraz Wolne Miasto Frankfurt. Zobowiązano też Austrię do wypłaty 40 mln talarów odszkodowania. Jednym z postanowień traktatu było rozwiązanie Związku Niemieckiego, co formalnie wyeliminowało Austrię ze współdecydowania o przyszłości państw niemieckich.
Austria w art. 5 zrzekła się swoich praw do Szlezwiku, ale Prusy, pod naciskiem Francji, zgodziły się dodać zobowiązanie, że w północnej części Szlezwiku przeprowadzą plebiscyt i jeśli ludność wypowie się za Danią ziemie te zostaną jej przekazane. Zobowiązanie to przy zawieraniu Dwuprzymierza Rzesza anulowała w dodatkowym układzie z Austro-Węgrami podpisanym w Wiedniu 11 października 1878, dopiero traktat wersalski w art. 109 wyegzekwował przeprowadzenie plebiscytu.